# Speaker of the Cook Islands Parliament
Der Speaker of the Cook Islands Parliament (Sprecher des Parlaments der Cookinseln) sind die Vorsitzenden des Pāremeta te Kuku Airani (Parlament) der Cookinseln. Sie verwalten das Repräsentantenhaus gemäß seiner Geschäftsordnung und gemäß den Traditionen des Westminster-Systems.
Sprecher ist derzeit Tai Tura.

## Wahl
Der Sprecher wird vom Repräsentantenhaus zu Beginn einer Wahlperiode gemäß den Bestimmungen der Verfassung der Cookinseln und der Geschäftsordnung (Standing Orders) gewählt. Im Gegensatz zu anderen Westminster-Systemen muss der Sprecher kein Parlamentsmitglied sein, er muss jedoch dafür qualifiziert sein. Laut Gesetz darf er kein Kabinettsminister sein.
Die Verfassung verlangt, dass das Parlament die vom Premierminister nominierte Person wählt. Die Geschäftsordnung des Parlaments sieht jedoch ein Verfahren für umstrittene Wahlen vor.
Nach ihrer Wahl muss sich der Sprecher dem Repräsentanten des Königs (King’s Representative) stellen, um einen Treueeid zu leisten und Anspruch auf die Privilegien des Repräsentantenhauses (Parliamentary Privilege) zu erheben.
Der Sprecher bleibt im Amt, bis er aufhört, Abgeordneter zu sein (oder, im Falle eines Sprechers, der kein Abgeordneter ist, nicht mehr als Abgeordneter qualifiziert ist), Minister wird oder durch eine Abstimmung des Repräsentantenhauses abgesetzt wird, oder das Parlament aufgelöst wird.

## Stellvertreter
Der Sprecher wird von einem vom Parlament gewählten stellvertretenden Sprecher unterstützt.  Derzeitiger Deputy Speaker ist Tingika Elikana.

## Sprecher
Seit der Gründung des Parlaments haben acht Personen das Amt des Sprechers inne:
|    | Name                     | Amtsantritt       | Amtszeitende      | Parteizugehörigkeit | Regierende Partei                          |
| -- | ------------------------ | ----------------- | ----------------- | ------------------- | ------------------------------------------ |
| 1  | Marguerite Story         | 1965              | 1979              |                     | Cook Islands Party                         |
| 2  | David Marama Hosking     | 1979              | 1988              |                     | gemischt                                   |
| 3  | Raututi Taringa          | 1989              | 1999              |                     | Cook Islands Party                         |
| 4  | Ngereteina Puna          | 1999              | 2001              |                     | Democratic Party                           |
| 5  | Harmon Pou               | 24. Juli 2001     | 24. Juli 2001     |                     | Democratic Party                           |
| 6  | Sir Pupuke Robati        | 24. Juli 2001     | 15. Dezember 2004 | Democratic Party    | Democratic Party                           |
| 7  | Norman George            | 15. Dezember 2004 | 2005              | nicht gewählt       | Democratic Party                           |
|    | Norman George, continued | 2005              | 2006              | nicht gewählt       | Cook Islands First Party (Demo Tumu Party) |
| 8  | Mapu Taia                | 2006              | 2010              | Democratic Party    | Democratic Party                           |
| 9  | Sir Geoffrey Henry       | 18. Februar 2011  | 9. Mai 2012       | Cook Islands Party  | Cook Islands Party                         |
| 10 | Niki Rattle              | 22. Mai 2012      | 15. Februar 2021  | nicht gewählt       | Cook Islands Party                         |
| 11 | Tai Tura                 | 22. März 2021     |                   | Cook Islands Party  | Cook Islands Party                         |